# 莫里杰拉蒂
莫里杰拉蒂（義大利語：Morigerati），是意大利萨莱诺省的一个市镇。总面积21平方公里，人口747人，人口密度35.6人/平方公里（2009年）。ISTAT代码为065077。